# Uênia Fernandes
Uênia Fernandes de Souza  (Goiana, Pernambuco, 12 d'agost de 1984) és una ciclista brasilera que fou professional del 2005 al 2015.

## Palmarès
- 2003
  -  Campiona del Brasil en ruta
- 2004
  - 1a a la Copa Amèrica de Ciclisme
- 2007
  - Vencedora d'una etapa a la Volta a El Salvador
- 2008
  - 1a a la Copa Amèrica de Ciclisme
- 2013
  - Vencedora d'una etapa a la Volta a El Salvador